# Rafał Grzyb
Rafał Grzyb (Jędrzejów, 16 gennaio 1983) è un allenatore di calcio ed ex calciatore polacco, di ruolo centrocampista.

## Carriera

### Calciatore

#### Club
È cresciuto nel Wierna Małogoszcz.
Gioca l'ultima partita con il Polonia Bytom, con gol, il 12 dicembre 2009 nel pareggio casalingo per 1-1 contro l'Odra Wodzisław Śląski.
Nel gennaio 2010 firma un contratto di due anni e mezzo con lo Jagiellonia Białystok.
Debutta con i nuovi compagni il 6 marzo 2010 nella vittoria fuori casa per 1-2 contro lo Śląsk Breslavia.
Segna il primo gol con lo Jagiellonia il 6 aprile 2010 in Puchar Polski, nella vittoria fuori casa per 1-2 contro il Lechia Danzica.
Segna il primo gol con lo Jagiellonia Białystok in campionato l'11 settembre 2011 nella vittoria casalinga per 3-2 contro il Polonia Varsavia.

### Allenatore
Smessi i panni del calciatore, ha ricoperto quello di vice allenatore del Jagiellonia, divenendo per brevi periodi e, a interim, anche allenatore.

## Palmarès
- Coppa di Polonia: 1

Jagiellonia: 2009-2010
- Supercoppa di Polonia: 1

Jagiellonia: 2010